# Procédure d'approbation tacite
Une procédure d'approbation tacite (anglais: silence procedure ; latin : qui tacet consentit ; "qui garde le silence, consent ; "le silence implique/signifie le consentement") est un  mode d'adoption officiel d'un texte. Il est souvent, mais pas exclusivement, utilisé dans le contexte politique international. Une version provisoire du texte est communiquée aux participants, qui ont alors la possibilité de proposer des modifications au texte. Si personne ne fait d'objection avant la date-limite fixée, le texte est considéré comme adopté par tous les participants. Cette pratique, qui est souvent la dernière étape de l'adoption d'un texte, succède à la phase des négociations. La "rupture du silence" est exceptionnelle : elle n'intervient en général que lorsqu'un participant est en désaccord avec un point important du texte. Dans le contexte des organisations internationales, la procédure d'approbation tacite sert pour l'approbation de rapports ou l'adoption de documents dits "parlementaires", lorsqu'un vote formel réunissant tous les participants est considéré comme inutile. En effet, il est souvent impossible de réunir toutes les parties lorsqu'il s'agit d'un texte d'importance mineure ou lorsque le temps manque. La procédure d'approbation tacite est couramment employée par l'Union européenne, l'OTAN, l'OSCE et l'ONU.